# Villa las Nieves
Villa las Nieves es una localidad del estado mexicano de Durango. Es parte del municipio de Ocampo.

## Demografía
| Gráfica de evolución demográfica |
|                                  |

| Censo | Población |
| ----- | --------- |
| 1900  | 492       |
| 1910  | 572       |
| 1921  | 618       |
| 1930  | 637       |
| 1940  | 977       |
| 1950  | 1 256     |
| 1960  | 1 455     |
| 1970  | 2 262     |
| 1980  | 3 393     |
| 1990  | 3 056     |
| 2000  | 3 051     |
| 2010  | 3 079     |
| 2020  | 2 765     |